# Родригес, Джон (прелат)
Джон Родригес (англ. John Rodrigues; род. 21 августа 1967, Бомбей, Индия) — индийский прелат. Титулярный епископ Деульто и вспомогательный епископ Бомбея с 15 мая 2013 по 25 марта 2023. Епископ Пуны с 25 марта 2023 по 30 ноября 2024. Коадъютор архиепископа Бомбея с 30 ноября 2024 по 25 января 2025. Архиепископ Бомбея с 25 января 2025.

## Биография
Джон Родригес родился 21 августа 1967 года в пригороде Мумбаи Бандра. Он был рукоположен в священники 18 апреля 1998 года. Его два старших брата стали священниками, один из них иезуит. Их отец покойный Стэнли Родригес скончался в 1975 году, и их воспитывала овдовевшая мать Коринна, которая была лидером движения «Брачная встреча» вместе со своим мужем и основала благотворительную организацию для поддержки вдов.
15 мая 2013 года Папа Франциск назначил его вспомогательным епископом Бомбея. Он получил епископское посвящение 29 июня 2013 года от кардинала Освальда Грасиаса с со-консекраторами: Филиппе Нери Ферраном, архиепископом Гоа и Дамана и Агнело Руфино Грасиасом, вспомогательным епископом Бомбея.
25 марта 2023 года Папа Франциск назначил его епископом Пуны. Его поставление произошло 24 мая.
30 ноября 2024 года Папа Франциск назначил его коадъютором архиепископа Бомбея. Его поставление в качестве коадъютора запланирована на 25 января 2025 года.
25 января 2025 года Папа Франциск принял отставку кардинала Грасиаса и назначил Джона Родригеса архиепископом Бомбея